# Maksim Mrvica
Maksim Mrvica (* 3. květen 1975, Šibenik) je chorvatský klasický a crossoverový klavírista.

## Život
Maksim Mrvica se narodil v chorvatském městě Šibenik. S hrou na klavír začal až jako osmiletý. Jeho rodiče, kteří nevěděli nic o klasické hudbě, byli zpočátku překvapeni jeho zálibou, ale podporovaly ho a přihlásili ho na lekce k soukromému učiteli. Ten brzy zjistil, že Maksim je neobvykle nadaný a doporučil ho přijmout na státní uměleckou školu v Šibeniku.
Když měl Maksim 15 let, do jeho života vpadla válka za nezávislost. Celé tři roky musel žít s rodiči v suterénu jejich domu a ukrývat se před bombami dopadajúcimi na Šibenik. Ve cvičeních na klavír však pokračoval spolu se svou učitelkou Marijou Seksiovou, navzdory válce.
V roce 1993 se zúčastnil soutěže v Záhřebu. Podle jeho vyjádření "lidé říkali, že si zasloužím vyhrát už jen proto, že jsem ze Šibeniku. Říkali: 'My víme, že tam je peklo. Kde jste vůbec cvičili?' Ale po tom, jak jsem zahrál, mi tleskali ne proto, že mě litovali.". Hned po tom, co Maksim dohrál svou skladbu, organizátoři zastavili celou soutěž a prohlásili ho vítězem.
Po výhře v soutěži začal Maksim studovat v Záhřebu u jednoho z nejlepších chorvatských učitelů, profesora Vladimira Krpani. Později přestoupil na hudební akademií Franze Liszta v Budapešti a své studium ukončil v Paříži.
Jeho orientace je bisexuální

## Alba
Své první album "Gestures" nahrál v roce 2000 po návratu do Chorvatska. I když do něj nevkládal velké naděje, album se stalo jedním z nejprodávanějších domácích alb a bylo oceněno chorvatskou hudební cenou Porin (album roku 2002 v kategorii klasické hudby).
O rok později se Maksim setkal se skladatelem Tonci Huljicem, který pro něj začal psát skladby a seznámil ho s hudebním producentem Melem Bushem. Ten po úspěchu dívčího houslového kvarteta Bond hledal pro své vydavatelství EMI Classics klavíristy, kteří by dokázali vytvořit mix popové a klasické hudby. Maksim mu ihned zaimponoval. V roce 2003 nahrál s vydavatelstvím EMI Classics své zatím nejúspěšnější crossoverové album "The Piano Player". Mělo neuvěřitelný úspěch. Získal za něj zlatou desku v Malajsii, Číně, Indonésii, platinovou desku na Tchaj-wanu, v Singapuru i v rodném Chorvatsku. V Hongkongu dokonce získal dvojitou platinovou desku a během dvanácti týdnů se držel na prvním místě v tamní HMV International Pop Chart.
Album "Variations Part I & amp; II" mu přineslo platinovou desku z Tchaj-wanu. Ve stejném roce absolvoval úspěšné turné po Asii, kde si zahrál s Moskevským symfonickým orchestrem. Se svým dalším albem "A New World" prorazil v Japonsku. Turné k albu zakončil domácím vystoupením v Záhřebu. O rok později vydal album "Electrik", se kterým podnikl koncertní turné po celé Asii, východní Evropě a zakončil ho v Londýně. Toto album lze označit za "najcrossoverovější", protože úpravy jednotlivých písní se často pohybují na hranici čistého techna. Za tuto hranici se pak dostali čtyři remixy, které obsahovalo druhé bonusové CD. V těchto remixech je klasická hudba smíšena s technem, housem a drum'n'basem. Album, které vyšlo v listopadu 2007, neslo název "Pure". Šlo o čistě klavírní provedení jeho předešlých nejslavnějších písní obohacených o nový aranžmá. Toto album je mezi fanoušky opravdovou raritou, protože krátce po vydání musel být stažen z prodeje kvůli konfliktu s nahrávací společností a k lidem se dostalo jen pár kopií. Dodnes je prakticky nemožné ho najít na internetu. V březnu 2008 Maksim vydal jakousi náhradu za Pure nazvanou "Pure II" a kompilaci jeho největších hitů "Greatest Maksim", která uzavírá jednu etapu v jeho kariéře.
Po delším čase, v roce 2011, vyšlo album "Appassionata", které však po ne zcela šťastném výběru písní nezískalo takový ohlas jako jeho předešlá alba. Do Mrvicovy diskografie přibylo koncem listopadu 2012 nové album s názvem "The movies". Maksim zde zřejmě i ze strategických důvodů poprvé během své desetileté kariéry výrazněji změnil své hudební zaměření, když se od klasických děl přesunul ke slavným filmovým melodiím. Deska obsahuje upravené klavírní verze písní z přelomových filmů (Kmotr, Gladiátor, Rocky, Mision Impossible, Piráti z Karibiku, Ledová hora aj). Prvním singlem, ke kterému již vyšel i klip, je Kmotr, který se natáčel na jižním pobřeží Anglie v ruinách divadla The Minack Theatre. V říjnu 2014 Maksim vydal nové album Mezzo E Mezzo. Polovina alba je crossoverová, druhá klasická. .

## Filmy
21. června 2012 o 22. hodině se na hlavním náměstí Frapa uskutečnila premiéra hodinového dokumentárního filmu o Mrvicově životě – Hrvatska Rapsodija: Maksim Mrvica. Dokument mimo jiné popisuje Maksimovy klavírní začátky a problémy během války. Mrvica v něm vzpomíná, jak každý den přes minové pole tajně docházel za svou učitelkou klavíru do suterénu hudební školy. Na premiéře filmu režírovaném chorvatskou dokumentaristkou Bruno Bajićovou přišel i samotný Maksim.
Videoklipy byly natočeny k písním The Gypsy Maid, New World Concerto, Somewhere In Time, Nostradamus, Kolibri, Exodus, Olympic Dream, The Flight of the Bumble Bee, Prelude in C, Anthem, Child in Paradise, Habanera, The Godfather a Ballet Moderne.

## Rodina
Maksim se oženil se svou dětskou láskou Annou, se kterou má dcerku Leeloo. Na začátku jeho kariéry žili v Londýně, avšak po deseti letech se usadili v rodném Chorvatsku. Jejich láska trvala 18 let. Začátkem roku 2013 Mrvica potvrdil zprávu o jejich rozvodu. Odůvodnil ho tím, že pár měl již delší dobu manželské problémy. Hlavně kvůli své dcerce ale nadále udržují přátelský vztah.

## Diskografie
- 1999 – Gestures (Lisinski Studios)
- 2003 – The Piano Player (EMI)
- 2004 – Variations Part I & amp; II (EMI)
- 2005 – A New World (EMI)
- 2006 – Electrik (EMI)
- 2007 – Pure (MBO) – staženy z prodeje
- 2008 – Pure II (MBO)
- 2008 – Greatest Maksim (EMI)
- 2011 – Appassionata (Universal Music)
- 2012 – The Movies (Universal Music)
- 2014 – Mezzo E Mezzo (Universal Music)
- 2015 – Croatian Rhapsody (Universal Music)
- 2018 – New Silk Road (MBO)

### DVD
- 2007 – Maksim Mrvica - Piano Player The World Premiere Performance From The Round House London 2003 (EMI Classics)
- 2005 – Essential Maksim Premiere performance of Variation 1 and 2 in Japan 2004 (EMI Classics)